# Юха (пустыня)
Юха (англ. Yuha) — песчаная пустыня в Соединённых Штатах Америки, составная часть пустыни Сонора. Расположена вдоль американо-мексиканской границы в южной части американского штата Калифорния.